# Organizační složka státu (Česko)
Organizační složka státu je v Česku organizační útvar, který v určité vymezené oblasti veřejné správy zastupuje stát a který nakládá se státním majetkem, ačkoli nemá vlastní právní osobnost. Jedná se o zvláštní typ instituce, který vznikl roku 2001 na základě zákona č. 219/2000 Sb., o majetku České republiky a jejím vystupování v právních vztazích, přičemž stávající státní rozpočtové organizace byly na organizační složky státu přeměněny.
Je sice často samostatnou účetní jednotkou (mívá přiděleno konkrétní IČO), ale není právnickou osobou, protože tou je v právních vztazích přímo stát. Přímo státu také vznikají závazky, ačkoli jeho jménem jedná daná organizační složka, resp. právní úkony jménem státu činí vedoucí dané organizační složky. Tento vedoucí, případně jím pověřený zaměstnanec, také stát zastupuje v řízení před soudy a správními úřady, pokud jde o řízení, v němž daná organizační složka státu vystupuje. V oblasti pracovněprávní jsou „její“ zaměstnanci zaměstnanci státu.
Podobné postavení jako organizační složky státu mají kanceláře Poslanecké sněmovny a Senátu.
Pokud nezisková státní organizace zřízená zákonem, vládou nebo ústředním orgánem státní správy má vlastní právní subjektivitu, jedná se o státní příspěvkovou organizaci, nikoliv o organizační složku státu. 

## Některé organizační složky České republiky
- ministerstva a jiné státní správní úřady
- Ústavní soud České republiky
- soudy a státní zastupitelství
- Nejvyšší kontrolní úřad
- Kancelář prezidenta republiky
- Úřad vlády České republiky
- Kancelář Veřejného ochránce práv
- Akademie věd České republiky
- Grantová agentura České republiky
- Technologická agentura České republiky
- Agentura ochrany přírody a krajiny ČR
- Úřad pro zastupování státu ve věcech majetkových
- Ústav pro studium totalitních režimů
- krajské hygienické stanice
- Národní archiv
- státní oblastní archivy
- Justiční akademie
- Policejní akademie České republiky
- Policejní prezidium České republiky a krajská ředitelství Policie České republiky
- Probační a mediační služba
- Rejstřík trestů
- Hasičský záchranný sbor České republiky s krajskými hasičskými sbory
- Česká správa sociálního zabezpečení
- Česká školní inspekce
- finanční úřady
- Úřad pro civilní letectví
- Drážní inspekce
- Ústřední kontrolní a zkušební ústav zemědělský
- Státní zemědělská a potravinářská inspekce
- Státní energetická inspekce
- Státní veterinární správa České republiky
- Správa úložišť radioaktivních odpadů
- Národní sportovní agentura
- Státní pozemkový úřad

Další organizační složky jsou zřízeny na základě zákona nebo rozhodnutím ministerstva jako jejich zřizovatele.